# Hervé Paul
Hervé Paul, de son véritable nom Hervé Paul Huguet est un auteur-compositeur-interprète, guitariste et réalisateur français, né à Annecy, Haute-Savoie le 4 décembre 1959.

## Biographie
À partir de 1980, Hervé Paul fut tout d’abord le guitariste de Floo Flash, groupe de rock français originaire de la région Rhône-Alpes, affilié au mouvement Mod, signé sur le label New Rose, qui connut son heure de gloire en assurant notamment les premières parties de U2, The Alarm et de R.E.M..
Après avoir été directeur artistique aux disques Vogue puis chez CBS au milieu des années 80, Herve Paul entame en 1988 une carrière solo en signant son premier contrat discographique chez EMI.
Son premier simple Quand tu t’en iras, sortira en 1989. Il est alors associé à un renouveau de la chanson française influencé par le rock. Suit son premier album en 1991, Une autre vie, dont sera extrait le single Pas assez d'amour qui le fera connaitre au Canada, puis le second Né en province en 1995, et enfin “H.P” en 1999, le tout dans un univers pop rock très influencé par l’Americana.
En 2000, il participe à un album hommage à Michel Polnareff en interprétant le titre Qui a tué Grand Maman ?. Par ailleurs il se produit cette année là en concert à Los Angeles, accompagné des musiciens d'Elvis Costello.
Parallèlement à cela, Herve Paul va développer une carrière d’auteur-compositeur, notamment avec Kent, avec qui il écrira de nombreuses chansons dont « La Terre Tourne » ou encore « Un Long Chemin » pour la chanteuse canadienne Martine St Clair. En tant que réalisateur, il va également souvent collaborer avec des producteurs anglophones comme Mark Plati, Marvin Etzioni (en), Jeff Eyrich ou encore Gino Vanelli.
En 2003, il rencontre Florent Marchet avec qui il écrit quelques chansons. Il va également contribuer à la signature de ce jeune artiste sur le label Barclay ainsi qu'à la préparation de son premier album Gargilesse .
En 2004, il réalise un album en hommage à Nino Ferrer, intitulé On dirait Nino(avec notamment la participation de Bashung, Matthieu Chedid, Cali, Miossec…).
Débute alors une longue collaboration avec le guitariste anglais Steve Donnelly (Nick Lowe, Randy Newman, Sheryl Crow, Suzanne Vega …), donnant alors une couleur plus folk à sa carrière solo . Son album "Le Chemin des Dames », enregistré en étroite collaboration avec Steve Donnelly, sort en 2008 sur le label indépendant « Rue Stendhal » . Il s’ensuit une tournée en solo acoustique.
Alors qu'il est reparti vivre en Haute-Savoie, Herve Paul décide en 2017 de remonter un groupe de rock, dont il serait le guitariste, avec d’anciens musiciens de la scène française des années 80. Le groupe doit s’appeler « Les EX’s ». Cependant le projet n’aboutit pas du fait de la difficulté rencontrée pour trouver un chanteur adapté à l’orientation musicale du groupe. Des maquettes sont tout de même enregistrées et envoyé à différents producteurs anglophones dont Mark Plati qui, séduit par les chansons, propose à Herve Paul de venir à New York pour finaliser deux ou trois titres.
En octobre 2019, Hervé Paul commence donc, à New York, l’enregistrement de nouveaux titres, produit par Mark Plati accompagné de Charles Giordano, pianiste de Bruce Springsteen, et de Pete Thomas (batteur d'Elvis Costello, Sheryl Crow, Suzanne Vega, Squeeze …). Ce projet se transforme en un projet solo aboutissant à l'album #5 qui parait le 6 novembre 2020.
Le premier extrait "Puisque la vie Continue" qui sort en juillet 2020 est une chanson co-écrite avec Kit Hain (en) (Fleetwood Mac, Roger Daltrey, Cher ...).
La chanson "Omaha beach" qui sort en septembre 2021 sera co-écrite et co interprété par Mark Plati.
En 2024, Hervé Paul retrouve une cassette contenant des chansons inédites, datant des dernières répétitions de Floo Flash en 1985, ce qui lui donne l'envie de remonter le groupe l'espace d'un EP. Un premier extrait est mis en ligne en mars 2025 intitulé "Nos idoles" en prélude à un EP dont la sortie est prévue en septembre 2025.
Le producteur américain Jeff Eyrich  participe à ces enregistrements et le mixage de ce EP est effectué par Mark Plati.

## Discographie

### Albums studio
| Année | Album               |
| ----- | ------------------- |
| 1990  | Une Autre Vie       |
| 1995  | Né en Province      |
| 1999  | H P                 |
| 2008  | Le Chemin des Dames |
| 2020  | #5                  |

### EP/Singles
- 1983 : Mon Époque, avec le groupe Floo Flash
- 1986 : Sha ho ho, avec le groupe Équateur
- 1989 : Quand tu t’en iras
- 1990 : Juste un besoin
- 1990 : Pas assez d’amour
- 1991 : Passer des heures
- 1995 : Les rêves américains
- 1995 : Tout est là
- 1996 : Né en Province
- 1999 : Un monde meilleur
- 2000 : J’n’avais jamais vu ça (une fille aussi jolie)
- 2008 : Au dessus de l'Océan
- 2020 : Puisque la vie continue
- 2020 : D'où je viens
- 2021 : Omaha beach (avec la participation de Mark Plati)

### Clips
- 1989 : Quand tu t’en iras, réalisé par Roch Stéphanik
- 1990 : Juste un besoin, réalisé par Roch Stéphanik
- 1991 : Pas assez d’amour, réalisé par Nico Beyer
- 1995 : Les rêves américains, réalisé par Fabrice Rendé
- 1995 : Tout est là, réalisé par Fabrice Rendé
- 2008 : Le chemin des dames, réalisé par Sandrine Romet-Lemonne
- 2020 : Puisque la vie continue, réalisé par Morgan Eloy et Ky Phung Francois Nguyen
- 2021 : Pour ma Lolita, réalisé par Morgan Eloy et Ky Phung Francois Nguyen
- 2021 : Un jour nouveau, réalisé par Morgan Eloy
- 2021 : Omaha beach (avec la participation de Mark Plati), réalisé par Morgan Eloy et Ky Phung Francois Nguyen
- 2023 : La terre tourne, réalisé par Morgan Eloy
- 2023 : D'où je viens, réalisé par Morgan Eloy
- 2024 : La tête à ça, réalisé par Morgan Eloy

### Participations
- Envie de partir, de Jacques Bastello (1987): cœurs
- La vie des 2 cotés, de Kent (1989): compositeur
- À nos amours, de Kent (1989): co réalisateur
- Je n’aime pas cette fille, de Stan Cuesta (1989): réalisateur
- À quoi tu penses ?, de Jacques Bastello (1989): co réalisateur
- Sable et écume, de Sylvie Maréchal (1992): co compositeur
- La terre tourne, de Kent (1993): compositeur
- La montée Bonafous, de Kent (1993): cœurs
- Au nom de ma liberté, de Kent (1996): co compositeur
- Un long chemin, de Martine St Clair (1996): co auteur et co compositeur
- Qui a tué Grand-Maman ?, sur "Hommage à Polnareff" (1999): interprète et co-réalisateur
- Tout est là, de Kent (2000): co compositeur
- La couleur du temps, de Kent (2000): co auteur
- La nuit, Un bonheur fou, de Martine St Clair (2001): auteur, compositeur et réalisateur
- Ce soir, de Martine St Clair (2001): co auteur, compositeur et réalisateur
- Tant de jours, de Martine St Clair (2001): auteur et réalisateur
- L’amour, c’est mentir aussi, de Martine St Clair (2001): co-auteur
- Joli cœur, de Gino Vanelli (2002): co auteur, compositeur et réalisateur
- Et j’imagine, La raison dans les étoiles, Qui elle est ? , de Nicolas Ghetti (2003): co compositeur
- Gaston, de Helena Noguerra (2004), sur On dirait Nino : co réalisateur
- La rua Madureira, de Cali (2004), sur On dirait Nino : co réalisateur
- Riz Complet, de Fabien Martin (2004), sur On dirait Nino : co réalisateur
- Chanson pour Nathalie, de Christophe Miossec (2004), sur  On dirait Nino : mixage
- Un anno de amore, de Fabio Viscogliosi (2004), sur  On dirait Nino : co réalisateur
- Amoureux fou, de Martine St Clair (2005): compositeur
- Tout près du cœur, de Jonathan (2005): auteur de 9 textes de l’album
- Quand tu t’en iras, de Murray Head (2008): compositeur
- Cosmic Brother, de Buzy (2019): compositeur, guitariste
- Nos idoles, de Floo Flash (2025): compositeur, guitariste